# Борго Кастелацо (Трапани)
Борго Кастелацо је насеље у Италији у округу Трапани, региону Сицилија.
Према процени из 2011. у насељу је живело 35 становника. Насеље се налази на надморској висини од 160 м.